# Ostend Pirates 2019
Questa voce raccoglie le informazioni riguardanti gli Ostend Pirates nelle competizioni ufficiali della stagione 2019.

## BAFL Elite Division 2019

### Stagione regolare
| Ostenda 17 febbraio 2019, ore 14:00 | Ostend Pirates | 12 – 7 | Charleroi Coal Miners | Sportpark De Schorre |

| Ostenda 3 marzo 2019, ore 14:00 | Ostend Pirates | 0 – 36 | Brussels Black Angels | Sportpark De Schorre |

| Liegi 17 marzo 2019, ore 14:00 | Liège Monarchs | 12 – 10 | Ostend Pirates | Plaine de Cointe |

| Ruisbroek 31 marzo 2019, ore 14:00 | Antwerp Argonauts | 6 – 26 | Ostend Pirates | Argonauts Stadium |

| Beringen 13 aprile 2019, ore 19:00 | Limburg Shotguns | 26 – 22 | Ostend Pirates | Shotgun Field |

| Ostenda 5 maggio 2019, ore 14:00 | Ostend Pirates | 6 – 12 | Brussels Tigers | Sportpark De Schorre |

| Tournai 19 maggio 2019, ore 14:00 | Wallonie Picarde Phoenix | 6 – 42 | Ostend Pirates | Hall des Sports |

### Playoff
| Beringen 16 giugno 2019, ore 14:00 | Limburg Shotguns | 30 – 3 | Ostend Pirates |  |

## Statistiche di squadra
| Competizione | %Vittorie | In casa | In casa | In casa | In casa | In casa | In casa | In trasferta | In trasferta | In trasferta | In trasferta | In trasferta | In trasferta | Totale | Totale | Totale | Totale | Totale | Totale |
| Competizione | %Vittorie | G       | V       | N       | P       | Pf      | Ps      | G            | V            | N            | P            | Pf           | Ps           | G      | V      | N      | P      | Pf     | Ps     |
| ------------ | --------- | ------- | ------- | ------- | ------- | ------- | ------- | ------------ | ------------ | ------------ | ------------ | ------------ | ------------ | ------ | ------ | ------ | ------ | ------ | ------ |
| Campionato   | .429      | 3       | 1       | 0       | 2       | 18      | 55      | 4            | 2            | 0            | 2            | 100          | 50           | 7      | 3      | 0      | 4      | 118    | 105    |
| Playoff      | .000      | 0       | 0       | 0       | 0       | 0       | 0       | 1            | 0            | 0            | 1            | 3            | 30           | 1      | 0      | 0      | 1      | 3      | 30     |
| Totale       | .375      | 3       | 1       | 0       | 2       | 18      | 55      | 5            | 2            | 0            | 3            | 103          | 80           | 8      | 3      | 0      | 5      | 121    | 135    |